# Challenger de Sevilla 2013
La Copa Sevilla 2013 fue un torneo de tenis profesional que se jugó en pistas de tierra batida. Se trató de la 16.ª edición del torneo que forma parte del ATP Challenger Tour 2013. Tuvo lugar en Sevilla, España entre el 9 de septiembre y el 15 de septiembre de 2013.

## Cabezas de serie

### Individuales masculino
| Tenista                 | Ranking | Preclasificado |
| Daniel Gimeno-Traver    | 61      | 1              |
| Albert Ramos            | 75      | 2              |
| Andrey Kuznetsov        | 83      | 3              |
| Stéphane Robert         | 150     | 4              |
| Pere Riba               | 156     | 5              |
| Renzo Olivo             | 197     | 6              |
| Maxime Teixeira         | 210     | 7              |
| Roberto Carballés Baena | 230     | 8              |

- Ranking del 26 de agosto de 2013.

### Otros participantes
Los siguientes jugadores recibieron una invitación (wild card), por lo tanto ingresan directamente al cuadro principal (WC):
- Agustín Boje-Ordóñez
- Sergio Gutiérrez Ferrol
- Ricardo Ojeda Lara
- Roberto Ortega-Olmedo

Los siguientes jugadores ingresan al cuadro principal tras disputar el cuadro clasificatorio (Q):
- David Perez Sanz
- Enrico Burzi
- Michal Schmid
- Miliaan Niesten

Los siguientes jugadores ingresan al cuadro principal como jugadores alternativos (Alt):
- Carlos Gómez-Herrera

Los siguientes jugadores usaron el ranking protegido para poder entrar directamente al cuadro principal del torneo (PR): 
- Óscar Hernández

## Campeones

### Individual Masculino
- Daniel Gimeno-Traver derrotó en la final a  Stéphane Robert, 6-4, 7-62

### Dobles Masculino
- Alessandro Motti /  Stéphane Robert derrotaron en la final a  Stephan Fransen /  Wesley Koolhof, 7-5, 7-5.